# Théurgie
La théurgie (du grec ancien theos, dieu et ergon, travail) est une forme de magie, qui permettrait à l'homme de communiquer avec les « bons esprits » et d'invoquer les puissances surnaturelles aux fins louables d'atteindre Dieu. Cette pratique s'oppose à la goétie.

## Définitions
Quelques définitions :
- Proclus : la théurgie est « une puissance plus haute que toute sagesse humaine, qui embrasse les bienfaits de la divination, les vertus purifiantes de l'initiation, bref toutes les opérations de la possession divine[1] ».
- André-Jean Festugière : la théurgie est un « système religieux qui nous fait entrer en contact avec les dieux, non pas seulement par la pure élévation de notre intellect vers le noûs divin, mais au moyen de rites concrets et d'objets matériels[2] ».
- Pierre A. Riffard : « La théurgie est une forme de magie, celle qui permet de se mettre en rapport avec les puissances célestes bénéfiques pour les voir ou pour connaître ou pour agir sur elles (par exemple en les contraignant à animer une statue, à habiter un être humain, à révéler des mystères)[3]. »

## Conceptions
La théurgie affirme être l'application pratique des lois de la matière, de la plus dense jusqu'aux plus hauts degrés de l'esprit. Ses adeptes estiment qu'en mettant l'homme en contact direct avec la conscience Universelle, elle est la « voie royale » de l'évolution.
La dimension théurgique est verticale, elle n'est pas à sens unique. Trop fortement divine, la théurgie se referme et prive l'homme de toute possibilité de comprendre. Si elle est dans l'autre excès, trop humaine, l'homme met la main sur le divin et l'objective. Le juste milieu théurgique est ce lieu où l'homme et Dieu coopèrent, cocréent, collaborent. Dieu appelle, l'homme répond. L'homme appelle, Dieu l'entend. Ce juste milieu est un lieu performatif[réf. nécessaire].
La théurgie a notamment été pratiquée par Apollonius de Tyane, Julien le Théurge (Oracles chaldaïques, vers 170), Jamblique, Hypatie d'Alexandrie, Cagliostro, Martines de Pasqually, Louis-Claude de Saint-Martin, Jean-Baptiste Willermoz, Éliphas Lévi, le Maître Philippe de Lyon, Papus, etc.
La définition (ci-dessus) de la théurgie est trop réduite, si l'on tient compte :
1. que toutes les kabbales médiévales relèvent de la théurgie, selon les meilleurs experts, dont Charles Mopsik (bibliographie ci-dessous) ;
2. que cette théurgie plonge ses racines dans la Merkabah des initiés de l'Antiquité, et cela bien avant la théurgie néoplatonicienne d'un Jamblique ;
3. que des penseurs chrétiens contemporains, tel le théologien orthodoxe Lossky, se réclament toujours d'une théurgie ecclésiale.

## Types de théurgie
On peut faire diverses classifications de la théurgie :
- Théurgie symbolique ou cérémonielle. La théurgie symbolique œuvre par prières, silence, catharsis. La théurgie cérémonielle a recours aux symboles, formules, incantations, fumigations. Une célèbre dispute dans l'Antiquité a opposé sur ce point Porphyre de Tyr[4], partisan d'une théurgie philosophique, à Jamblique[5], favorable à une théurgie opératoire, manipulant des symboles matériels tels que les plantes, les animaux, les plantes aromatiques[6], et pratiquant des prières et des chants[7]. Olympiodore le Jeune opposait chez les néoplatoniciens les contemplatifs aux théurgistes : « Beaucoup, comme Porphyre et Plotin, préfèrent la philosophie, d'autres, comme Jamblique, Syrianos et Proclos, préfèrent la théurgie (ιερατική)[8] ».
- Théurgie ascendante ou descendante. La théurgie ascendante cherche à élever l'âme de l'homme vers l'Esprit de Dieu ou vers quelque esprit – un ange, par exemple. La théurgie descendante cherche à faire descendre Dieu ou quelque esprit dans l'homme – par exemple un médium – ou une chose – par exemple une statue[9].
- Théurgie directe ou indirecte. Dans le premier cas, le théurgiste accède à une révélation ou à un prodige : l’âme se sent enlevée au ciel, un dieu apparaît, un songe fait communiquer avec un esprit, etc. Dans le second cas, le dieu fait connaître sa présence indirectement, dans un instrument matériel – flamme d’une lampe, eau d’un bassin… –, ou bien il anime un médium.

## Théurgie chrétienne au Moyen Âge
L'art notoire, attesté dès 1225, est un art de la mémoire où un dévot invoque Dieu, les anges ou la Vierge Marie pour obtenir la connaissance totale. "J. Véronèse remarque toutefois que le concept de théurgie est anachronique [pour le Moyen Âge] et que l' ars notaria fonde sa légitimité sur la notion chrétienne de sacrement et non pas, comme la théurgie néo-platonicienne, sur l'efficacité des sacrifices aux dieux et sur une conception anagogique de la montée de l'âme vers la divinité, autorisée par le rite et par l'ascèse."

## Fabre d'Olivet (1767-1825)
Avec le sanctuaire prétendument polythéiste (cf. La Vraie Franc-Maçonnerie et la Céleste Culture, introd. Léon Cellier. Ed. L'Âge d'Homme, Lausanne, 2010) fondé par Fabre d'Olivet  en 1823 à Paris, avec son « temple secret » et ses disciples « cultivateurs », nous assistons à des cérémonies de théurgie inspirées par Pythagore, avec sa doctrine « agraire » et « musicale » concernant l'élévation de l'âme et sa mise en harmonie. L'évocation et l'apparition de l'Egérie Théophanie ne laisse pas de rendre ce culte suspect, mais « a dû donner confirmation des théories théosophiques de Fabre d'Olivet, relative à l'immortalité de l'âme et à la hiérarchie des mondes » (cf. L. Cellier in La Céleste Culture, introd. op. cit., p.23).

## Martines de Pasqually (1767)
Joachim Martines de Pasqually, avec l'Ordre des Chevaliers Maçons Élus Coens de l'Univers, système de hauts grades maçonniques fondé en 1767, pratiquait une forme de théurgie. Serge Caillet l'appelle « le théurge inconnu », par comparaison avec son disciple Louis-Claude de Saint-Martin, dit "le philosophe inconnu".

### Textes
- Oracles chaldaïques – vers 170 – (trad. du grec Édouard des Places), Paris, Les Belles Lettres, 1971.
- La Magie sacrée d'Abramelin le Mage – 1450 ? – (préf. Robert Ambelain), Bussière, 1959, 252 p.

### Études
(par ordre alphabétique)
- Robert Amadou, La Magie des Élus Coëns, théurgie. Instruction secrète, Cariscript, 1990. Théurgie de J. Martinès de Pasqually.
- Gilles Le Pape, Les Écritures magiques (Aux sources du Registre des 2 400 noms de Martinès de Pasqually), Milan, Archè, 2006  (ISBN 88-7252-279-X).
- Eric Robertson Dodds, Les Grecs et l'irrationnel (1959), trad. : Paris, Flammarion, coll. « Champs », 1977, p. 279-299.
- C. Van Liefferinge, « La théurgie. Des "Oracles chaldaïques" à Proclus », dans Philologie classique, Bruxelles, ULB, 1997.
- Hans Lewy, Chaldæan Oracles and Theurgy. Mysticism, Magic, and Platonism in the Later Roman Empire (nouvelle édition par Michel Tardieu), Paris, Études augustiniennes – Turnhout, Brepols, 1978, 734 p.
- Charles Mopsik, Les Grands Textes de la cabale. Les rites qui font Dieu, Verdier, 672 p.  (ISBN 2-86432-161-0) – Ouvrage sur les pratiques religieuses et l'efficacité théurgique dans la cabale, des origines jusqu’au milieu du XVIIIe siècle.
- H.-D. Saffrey, « La théurgie comme phénomène culturel chez les néoplatoniciens (IVe – Ve siècle) », dans Koinonia, 8, 1984, p. 161-171.